# K-84 Jekaterynburg
  K-84 Jekaterynburg – okręt podwodny projektu 667BDRM (NATO: Delta IV) o napędzie atomowym, przenoszący szesnaście 
wielogłowicowych pocisków balistycznych R-29RMU2.1 Łajnier klasy SLBM.

## Historia
Budowę atomowego okrętu podwodnego K-84 Jekaterynburg rozpoczęto w stoczni Siewiernoje Maszynostroitielnoje Priedprijatije (Siewmasz) w Siewierodwińsku koło Archangielska w 1982 roku i ukończono w 1985 roku. Przydzielony został do Floty Północnej. Jest drugim z siedmiu zbudowanych okrętem projektu 667BDRM.  Okręt od 2014 r., po modernizacji przywrócony do służby.

## Pożar
30 grudnia 2013 roku w Stoczni Remontowej Nr 82 w Roslakowie, gdzie prowadzony był remont jednostki, podczas prac spawalniczych zapaliło się, w rejonie części dziobowej okrętu, drewniane rusztowanie ustawione wokół kadłuba jednostki. W chwili wybuchu pożaru okręt znajdował się w doku pływającym PD-50. Pożar największe straty spowodował w przedniej części okrętu, w rejonie przedziału anteny hydrolokatora.